# Genjahan (Jiken)
Genjahan is een bestuurslaag in het regentschap Blora van de provincie Midden-Java, Indonesië. Genjahan telt 2197 inwoners (volkstelling 2010).